# 基輔羅斯–拜占庭條約 (911年)

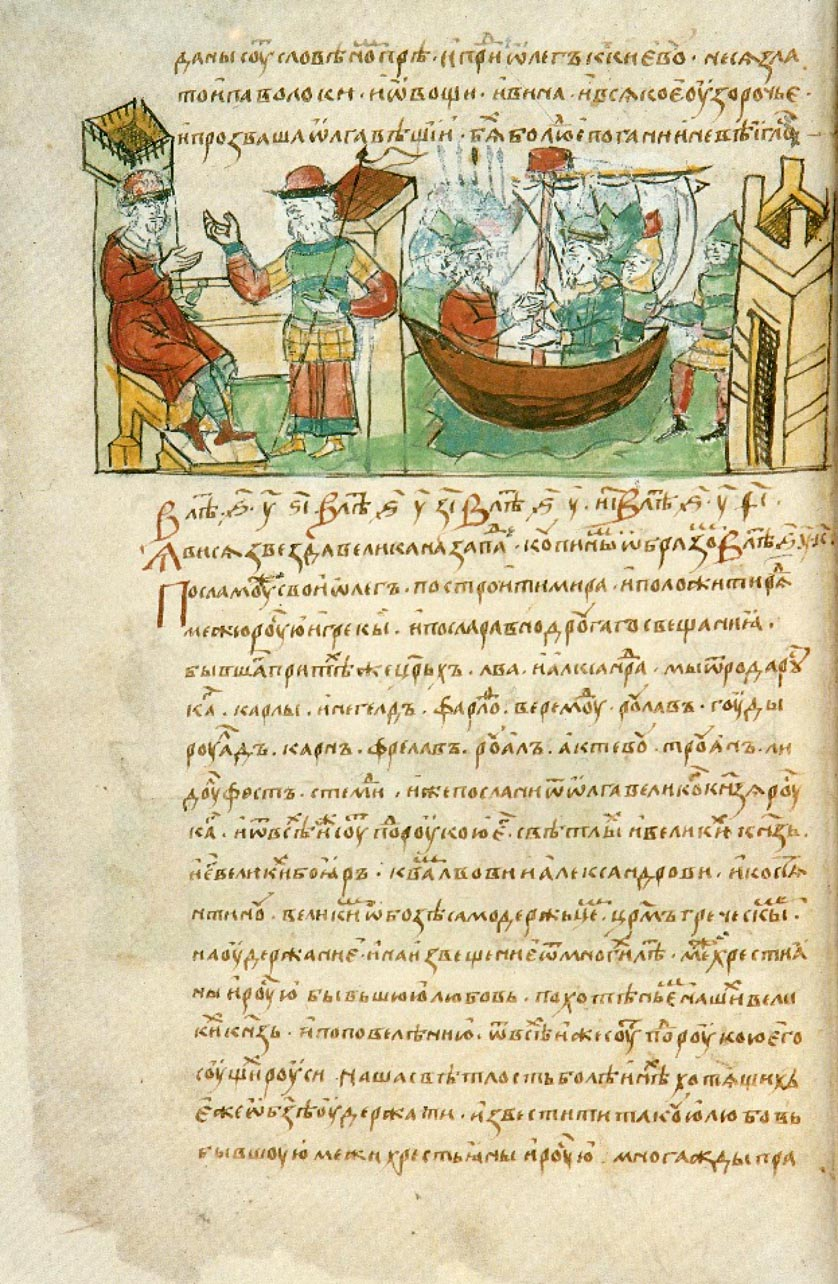

羅斯-拜占庭條約（公元911年）是拜占庭帝国與基辅罗斯間締結的一份文件，屬於907年條約的跟進一步協定，相對更全面和詳盡地達成了協議內容。這份文件被認為是古羅斯法律最早的書面起源。
被編入编年史內的條約文本，在內容和措辭上與拜占庭後面與意大利商业共和国達成的貿易協定有許多相似點。文件是雙語書寫，由拜占庭皇帝利奥六世親筆簽署。文本還包括各方曾在活動中的發言。在當時歐洲，如其兼具複雜而古老的條約，據所知並未有於其他社區裡出現過。
條約開篇詳列出罗斯使者名字（括註是驗證過或重製的古挪威语形式）：Farlof ( Farulfr )、Ver/lemud ( Vermu(n)dr )、Rulav ( Rollabʀ )、Fost (* Fastuʀ )、 Frelavc ( Frilleifr ), Ingeld ( Ingjaldr ), Karly ( Karli ), Karn ( Karna, 於瑞典符文型銘文铭文可驗證), Lidul(f) ( Lidulif < Leiðulfr, 但litulf由符文型銘文铭文可驗證), Ruald ( Hróaldr ), Rjuar ( Hróarr ), Truan ( Þróndr或Þrandr )。 
後面第3至7條是規約了在君士坦丁堡，他們的殖民地上的刑法和生活（守則）。裡面也還有個關於在帝都身故商人（身後）繼承權利的附加生效條款。第8條專門談及到海事法。再後條文就詳細約定了俘虜的贖金、罪犯的交接以及在拜占庭服役的瓦良格僱傭兵的法定地位。